# Biobessoides albomaculatus
Biobessoides albomaculatus là một loài bọ cánh cứng trong họ Cerambycidae.